# Strzelanina w Fordyce
Strzelanina w Fordyce – strzelanina, do której doszło 21 czerwca 2024 roku w Fordyce w stanie Arkansas w Stanach Zjednoczonych. Sprawcą był 44-letni Travis Eugene Posey. W jej wyniku zginęły 4 osoby, a 10 zostało rannych.

## Przebieg
O godzinie 11:38 służby otrzymały zawiadomienia o strzelaninie przed marketem Mad Butcher, położonym przy U.S. Route 79. Sprawca otworzył ogień do ludzi na parkingu przed marketem. Postrzelonych zostało 11 osób, w tym 4 śmiertelnie. Strzelec następnie ostrzelał policjantów przybyłych na miejsce zdarzenia, raniąc dwóch funkcjonariuszy; sam sprawca został ciężko ranny, jednak jego obrażenia nie zagrażają jego życiu. Został on przetransportowany do aresztu hrabstwa Ouachita.

## Sprawca
Sprawcą strzelaniny był 44-letni Travis Eugene Pose, kierowca ciężarówki z pobliskiego New Edinburg. Działał w pojedynkę.